# Sidera
Sidera — рід грибів родини Repetobasidiaceae. Назва вперше опублікована 2011 року. Триває обговорення щодо філогенетичної приналежності видів цього роду.